# Khách sạn ánh trăng
Khách sạn ánh trăng (tiếng tiếng Hàn: 호텔 델루나; Romaja: Hotel Delluna; tiếng Anh: Hotel Del Luna) là một bộ phim truyền hình của Hàn Quốc với sự tham gia của Lee Ji-eun (IU) và Yeo Jin-goo. Được viết bởi hai chị em biên kịch họ Hong của Hàn Quốc: Hong Jeong-eun và Hong Mi-ran, phát sóng trên tvN vào thứ 7, chủ nhật hàng tuần và bắt đầu từ ngày 13 tháng 7 năm 2019.
Bộ phim xếp thứ 9 trong danh sách những bộ phim có tỷ lệ người xem cao nhất của đài cáp.

## Tóm tắt
Khách sạn ánh trăng kì bí và to lớn ở trung tâm thành phố Seoul. Nơi đây hoạt động không giống bất kỳ một khách sạn nào khác: khách hàng của nó đều là những hồn ma vất vưởng và hoàn toàn miễn phí đối với ma. Người điều hành của khách sạn Ánh Trăng là Jang Man-wol, một người phụ nữ vô cùng xinh đẹp nhưng tham lam và đa nghi, cô bị mắc kẹt trong khách sạn hằng thiên niên kỷ qua để trá giá cho tội lỗi của mình cũng như đang chờ đợi một người. Một lần nọ, Jang Man-wol đã tìm thấy được người quản lý mới cho khách sạn - Goo Chan-seong. Sau nhiều lần "dọa ma" anh chàng, Goo Chan-seong đã làm việc cho khách sạn. Ở khách sạn Ánh trăng, anh đã mơ thấy được những quá khứ của Jang Man-wol và làm cho cây Nguyệt thụ sinh tử của Jang Man-wol ra hoa ra lá, cũng giống như tình cảm của Jang Man-wol đối với anh. Kèm theo là những câu chuyện kì bí và hấp dẫn sau đó.

## Diễn viên

### Diễn viên chính
- Lee Ji-eun (IU) trong vai Jang Man-wol:[3]

Jang Man-wol là CEO xinh đẹp và tham tiền của khách sạn Ánh Trăng hơn 1000 năm. Cô đã phạm phải một tội lỗi nặng, cô chỉ có thể rời đi nếu tìm thấy một người đã phạm tội nặng hơn mình. Trong khi đó để trả giá cho tội lỗi của mình, cô buộc phải điều hành khách sạn nơi những khách hàng duy nhất là những linh hồn đã chết. Dòng chảy sinh tử của cô bị buộc vào cây Nguyệt thụ - linh hồn và sức sống của khách sạn Ánh trăng. Cô yêu người quản lý khách sạn Goo Chan-seong sau khi anh nhìn thấy được quá khứ và thấu hiểu trái tim cô.
- Yeo Jin-goo trong vai Goo Chan-seong:[4]

Goo Chan-seong là một anh chàng mắc chứng "Sợ ma", anh tốt nghiệp đại học Harvard với bằng MBA. Anh trở thành quản lý chính thức (lúc đầu là sự lựa chọn thứ 3 cho vị trí quản lý, nhưng theo Man-wol anh là lựa chọn thứ 0) tại khách sạn Ánh Trăng do một thỏa thuận mà cha anh đã thực hiện với Jang Man-wol nhiều năm trước. Trước đó, anh đã từng làm trong một khách sạn nổi tiếng được lên tạp chí Forbes. Anh dần nảy sinh tình cảm với bà chủ Jang Man-wol sau khi biết được quá khứ đau lòng của cô.

### Diễn viên phụ

#### Nhân viên khách sạn Ánh Trăng
- Jung Dong-hwan trong vai Quản lí Noh:

Ông đã điều hành khách sạn trong 30 năm, nhưng đến khi Chan-seong xuất hiện ông đã từ chức và đến thế giới bên kia.
- Shin Jung-geun trong vai Kim Seon-bi:

Nhân viên lâu nhất của khách sạn và nhân viên pha chế Sky Bar. Khi còn sống, ông thích làm thơ và thi đỗ trạng nguyên nhưng cuối cùng khi trở về thì ông bị chỉ trích vì các tác phẩm của mình, sau đó sinh uất ức mà chết. Ông là người đầu tiên gặp được Man-wol.
- Bae Hae-sun trong vai Choi Seo-hee:

Phụ trách phòng với tính cách hướng ngoại. Bà khi còn sống là dâu cả của một gia tộc giàu có. Khi bà sinh ra một bé gái thay vì một bé trai, gia đình đã mang con đi để bỏ đói và giết chết đứa bé. Trong khi đó, chồng bà lấy người phụ nữ khác để sinh con trai, nối dõi tông đường. Bà đã bị điên loạn sau cái chết của con gái và bị giết bởi chính những người trong gia tộc chồng bà. Bà thề sẽ không đi đầu thai cho đến khi nhìn thấy gia tộc đó tuyệt tử tuyệt tôn (không còn người nối dõi).
- Pyo Ji-hoon trong vai Ji Hyun-joong:

Nhân viên lễ tân của khách sạn. Anh ấy là người tốt bụng và lịch sự nhưng không thích công việc của mình. Anh là một người yêu thích việc học tập. Trong Chiến tranh Triều Tiên, anh và em gái bị mất bố mẹ, em gái bị thương mù mắt, anh gặp lại người bạn cũ thì vô tình bị người bạn đó bắn chết, người bạn đó sau này đã sống dưới danh tính của Hyun-joong, còn anh thì lưu lạc đến nhà trọ của Man-wol. Anh rất yêu thương em gái và đã phải chờ hơn 70 năm để cùng đi sang thế giới bên kia. Anh nảy sinh tình cảm với Yu-na nhưng 2 người không thể đến được với nhau vì anh và em gái đã rời sang thế giới bên kia.

#### Người bạn của Jang Man-wol kiếp trước
- Lee Do-hyun trong vai Go Chung Myung, là một hộ vệ quan tuấn tú của triều đình người mà Jang Man Wol yêu kiếp trước nhưng vì muốn để cô được sống nên đã giả vờ phản bội cô. Anh hóa thành đom đóm bên cạnh Man Wol hơn nghìn năm.
- Lee Tae-sun trong vai Yeon-woo, người bạn thân của Jang Man-wol kiếp trước. Kiếp này anh được đầu thai làm cảnh sát Park Yong-soo.

#### Những nhân vật khác
- Jo Hyun-chul trong vai Sanchez:[5]

Người bạn cùng nhà và là bạn thân của Chan-seong.
- Kang Mi-na trong vai Jung Soo-jung/ Kim Yu-na:[6]

Ban đầu, Soo-jung là một người bạn cùng lớp với Yu-na. Tuy là cùng lớp nhưng Yu-na vẫn luôn khinh ghét người bạn này. Trong một lần cãi vã trên cầu, Yu-na đã cướp sợi dây chuyền của Soo-jung và đẩy cô xuống cầu, làm cho Soo-jung tử vong. Khi về nhà, Yu-na đã bị hồn ma của Soo-jung nhập vào và đẩy linh hồn của Yu-na ra khỏi thân xác, linh hồn của Yu-na đã lợi dụng Chan-seong để lấy lại thân xác nhưng bị Man-wol lợi dụng ba mẹ của cô, buộc họ đốt sợi dây chuyền mà cô cướp được, Yu-na đã theo sợi dây chuyền đó mà biến mất. Từ đó Soo-jung đã sống dưới thân xác của Yu-na. Cô thích chàng lễ tân Ji Huyn-joong và là thực tập sinh cho vị trí quản lý thứ tư của khách sạn Ánh trăng.
- Seo Yi-sook trong vai Ma Go-sin:

Bà kiểm soát cuộc sống và cái chết của con người. Bà luôn đem giỏ hoa bên người, tặng chúng cho người chết để giúp họ an lòng mà bước qua thế giới bên kia. Ngoài ra, bà còn có tới 12 nhân dạng thần khác.
- Kang Hong-seok trong vai Sa-sin:

Thần chết lạnh lùng hướng dẫn những linh hồn ở lại khách sạn sang thế giới bên kia.
- Park Yoo-na trong vai Lee Mi-ra:

Công chúa Song-hwa của thành Yeon-ju ở kiếp trước, yêu hộ vệ quan Go Chyung-muyng nhưng lại độc ác, nhẫn tâm. Kiếp sau cô được đầu thai thành Lee Mi-ra và yêu Park Yong-soo - Yeon-woo của kiếp sau.

### Khách mời đặc biệt
- Oh Ji-ho trong vai Goo Hyun-Mo, bố của Goo Chan-seong (tập 1).
- Lee Joon-Gi trong vai thầy trừ tà, người quản lý lựa chọn đầu tiên của Jang Man-wol (tập 3).
- Lee Si-un trong vai phi hành gia, người quản lý lựa chọn thứ hai của Jang Man-wol (tập 3).
- Kim Won-hae trong vai thị trưởng tham nhũng (tập 1).
- Cha Chung-hwa vai ma nước.[7]
- Sulli trong vai Ji-eun - cô cháu gái chủ tịch đã mất, được mai mối với Goo Chan-seong (tập 10).
- Park Jin-ju trong vai Kyung-ah - hồn ma ký ức (chấp niệm) của bà chủ một ngôi nhà (tập 8).
- Nam Da-reum trong vai thần giếng mất đi sự tự do (tập 9).
- Kim Soo-hyun trong vai CEO mới của khách sạn Ánh trăng - Hotel Blue Moon (tập 16).

## Tỷ lệ người xem
| Mùa | Mùa | Số tập | Số tập | Số tập | Số tập | Số tập | Số tập | Số tập | Số tập | Số tập | Số tập | Số tập | Số tập | Số tập | Số tập | Số tập | Số tập | Trung bình |
| Mùa | Mùa | 1      | 2      | 3      | 4      | 5      | 6      | 7      | 8      | 9      | 10     | 11     | 12     | 13     | 14     | 15     | 16     | Trung bình |
| --- | --- | ------ | ------ | ------ | ------ | ------ | ------ | ------ | ------ | ------ | ------ | ------ | ------ | ------ | ------ | ------ | ------ | ---------- |
|     | 1   | 2.037  | 2.258  | 2.349  | 2.288  | 2.063  | 2.664  | 2.372  | 2.926  | 2.679  | 3.034  | 2.645  | 3.340  | 2.519  | 3.101  | 3.014  | 3.674  | 2.685      |

| 1 | Ngày 13 tháng 7 năm 2019 | 7.327%  | 7.749%  |
| 2 | Ngày 14 tháng 7 năm 2019 | 7,633%  | 8,857%  |
| 3 | Ngày 20 tháng 7 năm 2019 | 8.281%  | 9.488%  |
| 4 | Ngày 21 tháng 7 năm 2019 | 7,736%  | 9,024%  |
| 5 | Ngày 27 tháng 7 năm 2019 | 7.023%  | 7,883%  |
| 6 | Ngày 28 tháng 7 năm 2019 | 8.701%  | 9.949%  |
| 7 | Ngày 3 tháng 8 năm 2019  | 8.052%  | 8.772%  |
| 8 | Ngày 4 tháng 8 năm 2019  | 9.131%  | 10.469% |
| 9 | Ngày 10 tháng 8 năm 2019 | 8.349%  | 10.266% |
| 10 | Ngày 11 tháng 8 năm 2019 | 10.009% | 11.779% |
| 11 | Ngày 17 tháng 8 năm 2019 | 8,590%  | 9,746%  |
| 12 | Ngày 18 tháng 8 năm 2019 | 10,407% | 12,178% |
| 13 | Ngày 24 tháng 8 năm 2019 | 8,750%  | 9,892%  |
| 14 | Ngày 25 tháng 8 năm 2019 | 9,995%  | 11,986% |
| 15 | Ngày 31 tháng 8 năm 2019 | 9,892%  | 11,255% |
| 16 | Ngày 1 tháng 9 năm 2019  | 12.001% | 13.875% |
| Trung bình cộng | Trung bình cộng          | 8,867%  | 10,198% |
| - Trong bảng trên đây, số màu xanh biểu thị cho tỷ lệ người xem thấp nhất và số màu đỏ biểu thị cho tỷ lệ người xem cao nhất: . - Bộ phim này được phát sóng trên hệ thống các kênh truyền hình cáp/trả phí nên số lượng người xem thấp hơn so với truyền hình miễn phí (ví dụ như KBS, SBS, MBC hay EBS). |                          |         |         |